# Pogórze Orawskie
Pogórze Orawskie (słow. Oravská vrchovina) – region fizyczno-geograficzny na Słowacji. Według słowackiego podziału fizyczno-geograficznego należy do jednostki Stredné Beskydy, które z kolei są częścią Wewnętrznych Karpat Zachodnich (Vonkajšie Západné Karpaty). Nazwy Stredné Beskydy nie należy utożsamiać z polskim Beskidem Średnim ani Beskidami Średnimi.
Pogórze Orawskie to niewysokie pasmo górskie ciągnące się doliną rzeki Orawa od Párnicy na północny wschód do Trzciany (Trstená). Na północnym zachodzie graniczy z Górami Kisuckimi i Magurą Orawską, na zachodzie z Małą Fatrą, na południowym zachodzie z Wielką Fatrą (tzw. Szypską Fatrą), na południu z Górami Choczańskimi, na wschodzie ze Skoruszyńskimi Wierchami, na północy z Kotliną Orawską.
W słowackim ujęciu do Pogórza Orawskiego należą dwie jednostki geomorfologiczne: Rów Podchoczański (Podchočská brázda) i Veličnianska kotlina. Są to dwa obniżenia tworzące zachodnią i południową część regionu.
Pogórze Orawskie zbudowane jest z fliszu karpackiego oraz skał Pienińskiego Pasa Skałkowego (np. Tupá skala i Ostrá skala nad Vyšným Kubínem). Jego niskie wzniesienia nie są atrakcyjne turystycznie, jednakże otaczają je atrakcyjne turystycznie szczyty Gór Choczańskich oraz Małej i Wielkiej Fatry. Znajdujące się na Pogórzu Orawskim miejscowości są wygodną bazą turystyczną do ich zwiedzania, same w sobie są także atrakcją turystyczną.

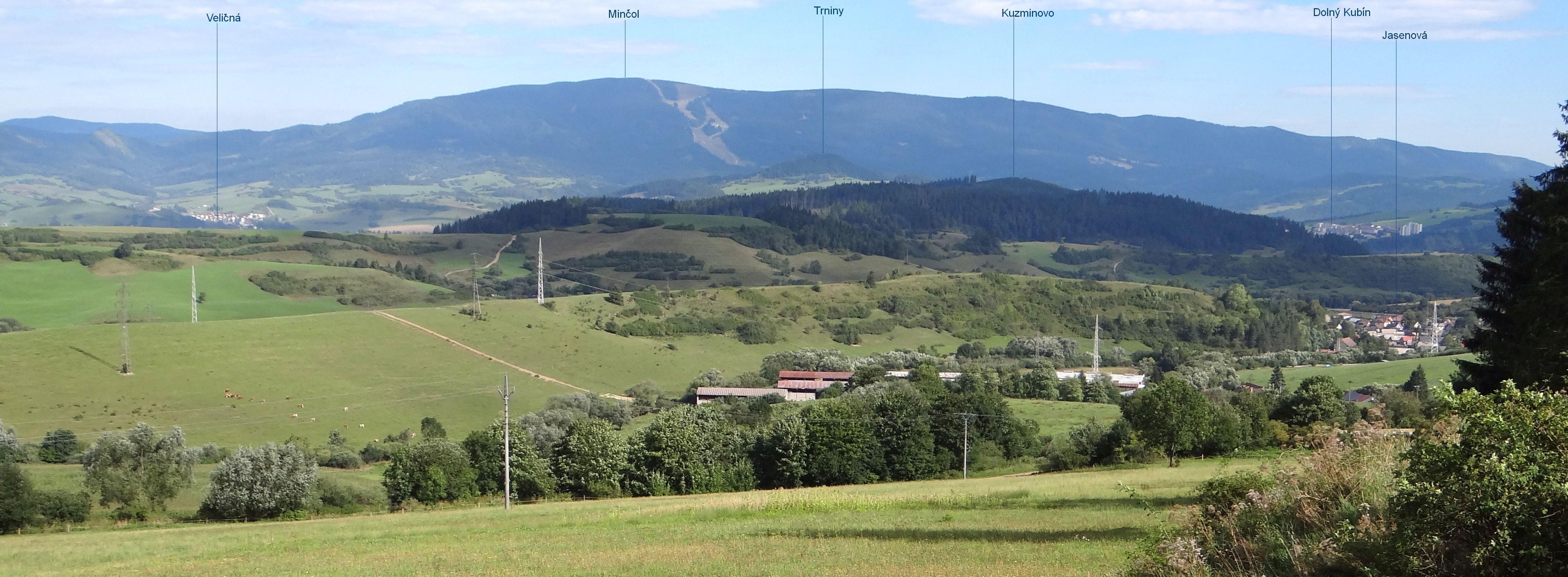
Fragment Pogórza Orawskiego i Magury Orawskiej